# ایلی بولوجان
ایلی گاوریل بولوجان (انگلیسی Ilie Gavril Bolojan ; متولد ۱۷ مارس ۱۹۶۹) یک سیاستمدار رومانیایی است که از ۱۲ فوریه ۲۰۲۵ تا ۲۶ مه ۲۰۲۵ پس از استعفای کلاوس یوهانیس، به عنوان سرپرست ریاست‌جمهوری رومانی فعالیت می‌کرد. او قبلاً شهردار اورادیا و رئیس شورای شهرستان بیهور بوده است. پس از شکست تاریخی حزب لیبرال ملی در دور اول انتخابات ریاست‌جمهوری رومانی که اکنون لغو شده بود در سال ۲۰۲۴، و متعاقب آن استعفای نیکولای سیوکا، بولوجان به عنوان رئیس موقت حزب انتخاب شد.